# Pré-história da Suécia

Báltico e Escandinávia ca.. À época havia ligações terrestres à Europa continental e parte da calota glaciar que cobriu a região ainda existia

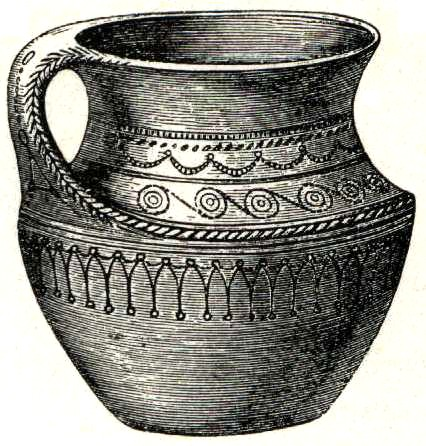
Vaso de barro da Idade do Ferro na Gotlândia

A Pré-história da Suécia iniciou ca. 13 000 a.C. e terminou ca. 1050 d.C., ao fim da Era Viquingue. Em 12 000 a.C., os glaciares que cobriam a Escandinávia começaram a recuar ao norte, deixando descoberta uma península ligada à Europa continental. Essa península abrangia o sul da atual Suécia, e estava limitada a norte pelo glaciar e a leste pelo mar Báltico, nessa altura um mar fechado e de água doce. A pouco e pouco, surgiu a primeira vegetação composta por líquens e plantas verdes sem raízes. Mais tarde apareceram ervas, arbustos e árvores. Entre os primeiros animais, atraídos pelos novos pastos, chegaram as renas.
Os primeiros grupos nómadas de caçadores de renas atravessaram a ligação então existente entre a Europa continental e a Península da Escandinávia por volta de 11 000 a.C., estabelecendo-se na Escânia e na Halândia. Os vestígios mais antigos de presença humana na região foram encontrados no lago Fínia. Outros grupos nómadas chegaram por volta de 7 500 a.C. ao norte da Suécia, vindos da Finlândia e da costa atlântica da Noruega. Estes primeiros habitantes viviam da caça, da pesca e da recolha de plantas comestíveis.O clima era ártico.
Entre 5 000 e 3 500 a.C., o clima ficou mais ameno, e chegaram o carvalho e as avelãs. A agricultura e a criação de gado começaram a ser as principais fontes de subsistência. Vasos cerâmicos e machados de pedra são típicos do período. A população local aumenta com a chegada de outras tribos continentais. Por volta de 1 500 a.C., objetos de pedra são sucessivamente substituídos pelo bronze. Os grandes glaciares continuam a recuar, e a terra firme continua a subir e as águas a baixar. Imagens gravadas na pedra mostram cerimónias religiosas, homens, animais, barcos. Aproximadamente em 500-400 a.C. o clima piora, e os objetos de ferro passam a fazer parte do dia-a-dia das pessoas. Os povos da Suécia haviam então estabelecido relações comerciais com os habitantes do continente, que só seriam interrompidas com a chegada dos celtas mil anos depois. Estabeleceram-se também relações comercias com os romanos entre 400 a.C. e 400 d.C., período em que durou a Idade do Ferro.

## Períodos da Pré-história da Suécia
Este período costuma ser dividido em:
- Idade da Pedra – 13 000 - 1 800 a.C.
  - Paleolítico - 13 000 - 8 200 a.C..[3]
  - Mesolítico - 8 200 - 4 000 a.C. [3]
  - Neolítico - 4 000 - 1 800 a.C. [3]
- Idade do Bronze – 1 800 - 500 a.C.[6]
- Idade do Ferro – 500 a.C. - 1050 d.C.
  - Idade do Ferro pré-romana - 500 a.C. - 0[7]
  - Idade do Ferro romana - 0-375[7]
  - Era das Migrações Nórdicas - aproximadamente 400 - 550 [3]
  - Era de Vendel - aproximadamente 550 - 800 [3]
  - Era Viquingue - aproximadamente 800 - 1050[8]